# Dirk Böttcher
Pour les articles homonymes, voir Böttcher.
Dirk Böttcher (né le 13 octobre 1921 à Hanovre et mort le 23 janvier 2011) est un maître imprimeur allemand, auteur et président de longue date de l'Association des amis du musée d'histoire d'Hanovre (de) sur le Hohen Ufer.

## Biographie

### Famille
Dirk Böttcher est l'arrière-petit-fils de Christian Ludewig Küster (né le 23 novembre 1823 à Salzderhelden et mort le 19 mai 1871 à Hanovre), marchand et fabricant d'alcools, qui épouse le 9 octobre 1853 à Hainholz Sophie Elisabeth Grosse (née à Uelzen et morte le 2 août 1893), la fille d'un maître charpentier. Leur seul enfant est Carl Conrad Christoph Küster (né le 31 octobre 1854 à Hanovre et mort en 1913, fondateur en 1886 de l'imprimerie Carl Küster, qui compte parfois entre 50 et 70 employés). Il se marie le 20 novembre 1895 avec Millicent Anna Louise Büsch, fille du joaillier de la cour Friedrich Carl Büsch et de son épouse Caroline Charlotte Auguste Louise Bertha Steinbeißer (de) (né le 7 mars 1842 à Herzberg). Leurs deux filles sont Elisabeth Carola Büsch (née le 29 février 1900) et l'aînée Hildegard Bertha Mathilde Helene Büsch (née le 12 juillet 1896), la mère de Dirk Böttcher.
La figure en marbre placée sur la tombe familiale du cimetière de la ville d'Engesohde en 1915 est réalisée par le sculpteur Roland Engelhard (de) et aurait les traits du visage de Millicent Anna Louise Büsch et les mains d'Elisabeth Carola Büsch.

### Carrière
Dirk Böttcher est né au 7 de la Baringstrasse, l'immeuble d'habitation et de commerce de l'imprimerie Carl Küster, détruite à cet endroit dans la nuit du 9 au 10 octobre 1943 et rouverte juste après la Seconde Guerre mondiale au 35 A de la Dieterichstraße.
Il fait son Abitur au lycée Empereur-Guillaume d'Hanovre et est mobilisé par la Wehrmacht jusqu'en 1945. En 1948, il devient maître imprimeur de livres et obtient le diplôme de directeur d'exploitation de l'école de maître des imprimeurs de livres allemands à Munich. Jusqu'en 1964, Böttcher a été directeur de l'héliogravure à São Paulo (Brésil). L'associé de l'imprimerie est président de l'association des amis du musée historique de Hanovre. Il est enterré en 2011 dans la tombe de la famille au cimetière d'Engesohde de Hanovre.

## Travaux (incomplets)
Dirk Böttcher est co-auteur des ouvrages suivants :
- Klaus Mlynek, Waldemar R. Röhrbein (Hrsg.): Stadtlexikon Hannover. Von den Anfängen bis in die Gegenwart. Schlütersche Verlagsgesellschaft, Hannover 2009  (ISBN 978-3-89993-662-9).
- Dirk Böttcher, Klaus Mlynek, Waldemar R. Röhrbein, Hugo Thielen (Hrsg.): Hannoversches Biographisches Lexikon. Von den Anfängen bis in die Gegenwart. Schlütersche Verlagsgesellschaft, Hannover 2002  (ISBN 3-87706-706-9).
- Helmut Knocke, Hugo Thielen (Autoren), Dirk Böttcher, Klaus Mlynek (Hrsg.): Hannover. Kunst- und Kultur-Lexikon (de). Handbuch und Stadtführer. Schäfer, Hannover 1994  (ISBN 3-88746-313-7).
- Helmut Knocke, Hugo Thielen (Autoren), Dirk Böttcher, Klaus Mlynek (Hrsg.): Hannover. Kunst- und Kulturlexikon. Handbuch und Stadtführer. 4., aktualisierte und erweiterte Auflage. Neuausgabe. zu Klampen, Springe 2007  (ISBN 978-3-934920-53-8).

De plus, il a publié :
- Eine Druckerei im Wandel. Meine kleine Berufsgeschichte vornehmlich in der Carl-Küster-Druckerei von 1886. In: Hannoversche Geschichtsblätter, Neue Folge 54, 2000, S. 97–114.